# Meike Goosmann
Meike Goosmann (Berlijn, 1966) is een Duitse jazz-muzikante, die sopraansaxofoon en klarinet speelt.
Goosmann speelde als kind piano en blokfluit. Later kwamen daar de saxofoon en klarinet bij en hield ze zich bezig met nieuwe muziek, jazz en klezmer. Van 1994 tot 1999 studeerde ze aan de Hochschule für Musik „Hanns Eisler“, bij onder meer Jiggs Whigham en Kirk Nurock. Begin jaren negentig was ze een van de oprichtsters van het United Women's Orchestra, waarmee ze tot het einde van de band in 2009 actief was en enkele albums opnam. Sinds 2000 leidt ze een eigen kwintet. Ook vormt ze een duo met Julia Hülsmann en speelt ze in het trio Lezarde. Verder speelt ze in groepen als Brassappeal en Les Belles du Swing. Ze heeft opgetreden met onder meer Anne Clark en Carlos Bica.

## Discografie (selectie)
als leidster:
- Portraits, NRW Records, 2007